# 特命全權公使
特命全權公使，通常簡稱公使，是一國元首向駐在國元首派遣的次高外交代表，原為君主制國家的元首向共和制國家的政府派出的全權代表，後演變為大國向小國派出的外交代表。

## 歷史
特命全權公使制度在1815年维也纳会议上正式得到確立。根據维也纳会议建立的外交體系，特命全權公使在外交官銜中次於特命全權大使，居全權代表第二位，名義上與大使一樣能全權代表本國政府但卻不代表國家元首本人，不過公使的實質地位、職務以及所享受的外交特權與豁免同大使相同。直到20世紀初，大部分國與國之間的關係依然是公使級的，一般來說當時只向大國、盟友，以及君主之間存在血緣關係的國家派遣大使。
第二次世界大戰後，因聯合國提倡所有國家不分大小一律平等的原則，將與他國的關係分為大使級與公使級成為不被認可的行為，各國紛紛將與他國的公使級外交關係升格為大使級關係。1961年維也納外交關係公約簽定後，公使級關係向大使級關係的全面轉換加速。到1966年，美國將與當時屬於蘇東集團的保加利亞與匈牙利的關係也升格為大使級，至此公使級外交關係走入歷史。

## 参見
- 外交官衔